# Hyloxalus pulcherrimus
Hyloxalus pulcherrimus es una especie de anfibio anuro de la familia Dendrobatidae.

## Distribución geográfica
Esta especie es endémica de la provincia de Cutervo en la región de Cajamarca en Perú. Habita en Cutervo a una altura de 2620 m en la ladera este de la Cordillera Occidental.

## Descripción
Los machos miden hasta 28.2 mm y las hembras hasta 29.7 mm.

## Publicación original
- Duellman, 2004 : Frogs of the genus Colostethus (Anura, Dendrobatidae) in the Andes of northern Peru. Scientific Papers of the Natural History Museum, University of Kansas, n.º 35, p. 1-49[5]